# Сергозеро (озеро, Мурманская область)
Серго́зеро — озеро в Мурманской области, расположенное в юго-восточной части Кольского полуострова.
Сергозеро относится к бассейну Белого моря, связывается с ним через реку Варзуга. Питание озера в основном снеговое и дождевое. Рельеф берега в основном равнинный, тундровый, заболоченный, только у восточного окончания к озеру примыкают скалистые возвышенности.
В Сегозеро впадает ряд рек: Синьга и Пикамка на севере, Гурья на востоке, ручей Хайрюзов на юге и река Подземельная на западе.
Озеро расположено на высоте 148 метров над уровнем моря. Площадь — 98 км², длина береговой линии — около 60 километров. Озеро довольно глубокое, рыбное. Из рыбы присутствует щука, налим, окунь, язь и плотва. Длина озера около 17 километров, ширина около 9 километров.
Форма Сергозера слегка вытянутая, неровная с большим количеством небольших мысов вроде Громкого Наволока на севере озера. В пределах Сегозера находится несколько островов, самые крупные из них — остров Куроптев (1 километр в длину), остров Голомянный (1,3 километра) и остров Перов (1.3 километра) на котором расположена рыбацкая изба. Ещё одна рыбацкая изба расположена на крошечном (300 метров) острове в северной части Сергозера.
Населённых пунктов на озере нет, вдоль восточного берега проходит зимник.